# Gonomyia (Leiponeura) mumfordi
Gonomyia (Leiponeura) mumfordi is een tweevleugelige uit de familie steltmuggen (Limoniidae). De soort komt voor in het Australaziatisch gebied.